# The F.U.'s
I The F.U.'s sono stati un gruppo hardcore punk statunitense della scena hardcore di Boston.

## Storia
Formati a Dorchester, hanno esordito con quattro canzoni nel 1981 nella compilation di band di Boston This Is Boston, Not LA della Modern Method, che ha pubblicato l'anno successivo anche l'EP Unsafe at Any Speed, in cui gli F.U.'s compaiono con la traccia CETA Suckers.
Nel 1982 pubblicano il loro primo EP, Kill for Christ, cui segue nel 1983 il primo album di studio, My America. Quest'album suscita grandi polemiche nella scena underground per le tematiche patriottiche affrontate, tanto che Maximumrocknroll etichetterà la formazione come "fascisti". Come affermato da Steven Blush, però, gli F.U.'s vennero male interpretati, in quanto il loro unico scopo fu di fare i bastian contrari.
Nel 1985 cambiano il loro nome in Straw Dogs e firmano un contratto  con la Restless/Enigma, con la quale pubblicano il loro secondo ed ultimo album, We Do Really Want to Hurt You.

## Formazione
- John Sax - voce
- Steve Grimes - chitarra
- Wayne Maestri - basso elettrico
- Bob Furapples - batteria

## Discografia
Quasi tutte le tracce di Bob Furapples

### Album di studio
- 1983 - My America
- 1985 - We Do Really Want to Hurt You

### EP
- 1982 - Kill for Christ

### Compilation
- 1981 - Preschool Dropout, Radio Unix USA, Green Beret, Time Is Money - This Is Boston, Not L.A.
- 1982 - CETA Suckers - Unsafe at Any Speed